# Cúp quốc gia Scotland 1913–14
 Cúp quốc gia Scotland 1913–14 là mùa giải thứ 41 của giải đấu bóng đá loại trực tiếp uy tín nhất Scotland. Chức vô địch thuộc về Celtic khi đánh bại Hibernian trong trận đá lại Chung kết.

## Bán kết
| Celtic | v | Third Lanark |
| ------ | - | ------------ |
|        |   |              |

| Hibernian | v | St Mirren |
| --------- | - | --------- |
|           |   |           |

## Chung kết
| Celtic | 0 – 0 | Hibernian |
| ------ | ----- | --------- |
|        |       |           |

| CELTIC:                |  |           |
|                        |  |           |
| GK                     |  | Shaw      |
| FB                     |  | McNair    |
| FB                     |  | Dodds     |
| RH                     |  | Young     |
| CH                     |  | Johnstone |
| LH                     |  | McMaster  |
| RW                     |  | McAtee    |
| IF                     |  | Gallagher |
| CF                     |  | McMenemy  |
| IF                     |  | Owers     |
| LW                     |  | Browning  |
| ’‘‘Huấn luyện viên:’’’ |  |           |
| Maley                  |  |           |

| HIBERNIAN:             |  |           |
|                        |  |           |
| GK                     |  | Allan     |
| FB                     |  | Girdwood  |
| FB                     |  | Templeton |
| RH                     |  | Kerr      |
| CH                     |  | Paterson  |
| LH                     |  | Grossert  |
| RW                     |  | Wilson    |
| IF                     |  | Fleming   |
| CF                     |  | Hendron   |
| IF                     |  | Wood      |
| LW                     |  | Smith     |
| ’‘‘Huấn luyện viên:’’’ |  |           |
| McMichael              |  |           |

### Đá lại
| Celtic            | v | Hibernian |
| ----------------- | - | --------- |
| McColl · Browning |   | Smith     |

| CELTIC:                |  |           |
|                        |  |           |
| GK                     |  | Shaw      |
| FB                     |  | McNair    |
| FB                     |  | Dodds     |
| RH                     |  | Young     |
| CH                     |  | Johnstone |
| LH                     |  | McMaster  |
| RW                     |  | McAtee    |
| IF                     |  | Gallagher |
| CF                     |  | McMenemy  |
| IF                     |  | McColl    |
| LW                     |  | Browning  |
| ’‘‘Huấn luyện viên:’’’ |  |           |
| Maley                  |  |           |

| HIBERNIAN:             |  |           |
|                        |  |           |
| GK                     |  | Allan     |
| FB                     |  | Girdwood  |
| FB                     |  | Templeton |
| RH                     |  | Kerr      |
| CH                     |  | Paterson  |
| LH                     |  | Grossert  |
| RW                     |  | Wilson    |
| IF                     |  | Fleming   |
| CF                     |  | Hendron   |
| IF                     |  | Wood      |
| LW                     |  | Smith     |
| ’‘‘Huấn luyện viên:’’’ |  |           |
| McMichael              |  |           |